# Hamarnea, Malîn
Hamarnea (în ucraineană Гамарня) este un sat în comuna Slobidka din raionul Malîn, regiunea Jîtomîr, Ucraina.

## Demografie
Componența lingvistică a localității Hamarnea
     Ucraineană (98,36%)
     Rusă (1,42%)
Conform recensământului din 2001, majoritatea populației localității Hamarnea era vorbitoare de ucraineană (98,36%), existând în minoritate și vorbitori de rusă (1,42%).